# Кравченко, Лидия Никитична
Ли́дия Ники́тична Кра́вченко (1928—2003) — доярка колхоза имени XX съезда КПСС Новоукраинского района Кировоградской области, Герой Социалистического Труда (22.03.1966).
Родилась 22 февраля 1928 года в селе Татарово (позже называлось село Камышеватое) Новоукраинского района Кировоградской области. Там же окончила 5 классов средней школы (1941) и поступила в фабрично-заводское училище, где получила специальности токаря.
После войны работала в родном селе дояркой колхоза, который с 1956 г. назывался имени XX съезда КПСС.
В 1963 году первой в районе вышла на трехтысячный рубеж надоев молока на корову. В следующем году надоила по 3200 килограммов молока на корову, в 1965 году — 4000 кг.
Указом Президиума Верховного Совета СССР от 22 марта 1966 года за достигнутые успехи в развитии животноводства присвоено звание Героя Социалистического Труда с вручением ордена Ленина и золотой медали «Серп и Молот».
Продолжала работать дояркой, и по итогам 8-й пятилетки была награждена орденом Трудового Красного Знамени (08.04.1971). Также в числе её наград — золотая и серебряная медали ВДНХ.
Умерла 21 декабря 2003 года в с. Камышеватое и похоронена там же.